# Adobe Dreamweaver
Adobe Dreamweaver är ett redigeringsprogram för webbsidor som kan presentera sidor i såväl WYSIWYG- som kodformat. Programmet skapades av Allaire Systems som kring 1998 köptes av Macromedia, vilket sedan 2005 ägs av Adobe Inc.
Adobe Dreamweaver finns till både Mac OS och Windows operativsystem. Det stödjer moderna web-baserade standarder och språk som Cascading Style Sheets (CSS) och Javascript.
Adobe Dreamweaver är en del av Adobe Creative Cloud, som är en tjänst som tillhandahåller alla Adobes programvaror och även en del molntjänster.